# Міра Фурлан
Міра Фурлан (7 вересня 1955, Загреб, СФРЮ — 20 січня 2021) — хорватська акторка театру, кіно, телебачення та співачка єврейського походження. ЇЇ дід був убитий нацистами. Закінчила академію драматичного мистецтва (Загреб). Прославилась виконанням ролі Деленн.

## Вибіркова фільмографія
| Рік       |    | Українська назва   | Оригінальна назва | Роль                                     |
| --------- | -- | ------------------ | ----------------- | ---------------------------------------- |
| 1985      | ф  | Тато у відрядженні |                   |                                          |
| 1994—1998 | с  | Вавилон-5          |                   | Деленн                                   |
| 2008      | ф  | Турне              |                   |                                          |
| 2010      | ф  | Цирк «Колумбія»    |                   |                                          |
| 2013      | ф  | З мамою            |                   |                                          |
| 2015      | вг |                    | Payday 2          | М'ясник (у трейлері DLC The Bomb Heists) |